# Maytime (película de 1923)
Maytime es una película de drama romántico de 1923 dirigido por Louis J. Gasnier y protagonizada por Ethel Shannon, Harrison Ford y William Norris. La película también presenta una de las primeras películas de Clara Bow. La película está basada en en el musical del mismo nombre compuesto por Sigmund Romberg para el libro de Rida Johnson Young. En 1937 se hizo una película del mismo nombre también basada en el musical.

## Trama
Ottilie Van Zandt está obligada a casarse juntó con su prima, a pesar de que está enamorada de Richard Wayne, el hijo del jardinero. Pero Richard se va, para prometerle a Alice de devolverle un hombre rico y un pretendiente elegible. Él regresa pero se da cuenta de que Alice ya se había casado y, a su vez, estaba casada con otro chico por impulso. Dos generaciones después, los nietos de Ottilie y Richard, quienes también heredaron sus nombres, se encuentran y desarrollan una estrecha amistad que culmina el romance que sus abuelos.

## Estado de conservación
Se creía que la película estaba perdida, pero en 2009 se encontró una copia de la película pero incompleta en el Archivo de Cine de Nueva Zelanda, donde la copia fue sometida a restauración. Pero solo cuatro de los siete carretes habían sobrevivido. Pero un video Archivado el 30 de octubre de 2020 en Wayback Machine. de la película está disponible en el sitio web de la National Film Preservation Foundation.

## Protagonistas
- Ethel Shannon como Ottilie Van Zandt
- Harrison Ford como Richard Wayne
- William Norris	como Matthew
- Clara Bow como Alice Tremaine
- Wallace MacDonald como Claude Van Zandt
- Josef Swickard como Colonel Van Zandt
- Martha Mattox como Mathilda
- Betty Francisco como Ermintrude
- Robert McKim como Monte Mitchell
- Julie Bishop como una niña (acreditada como Jacqueline Wells)
- Pat Wing como una niña (acreditada como Madison Wing)
- Louise Emmons como Gypsy Fortune Teller (Sin acreditar)
- Maxine Tabnac como un niño (Sin acreditar)
- Edna Tichenor como Cleo (Sin acreditar)
- Bess True como una señora de la sociedad (Sin acreditar)
- Hortense O'Brien como Bit Role (Sin acreditar)